# EF Education-Aevolo
Das Team EF Education-Aevolo ist ein US-amerikanisches Radsportteam mit Sitz in Cambridge (Massachusetts).

## Organisation und Geschichte
Die Mannschaft wurde zur Saison 2017  unter Beteiligung des ehemaligen Radrennfahrers Michael Creed als Förderprogramm für U23-Fahrer mit dem Schwerpunkt auf nordamerikanische Rennen gegründet. Von 2017 bis 2021 war das Team als UCI Continental Team lizenziert. Neben verschiedenen nationalen Titeln war der Etappengewinn bei der Colorado Classic 2018 durch Gage Hecht ein Highlight des Teams. Nach drei Jahren ohne Lizenz wurde die Mannschaft zur Saison 2025 als offizielles als Development Team in die Strukturen des UCI WorldTeams EF Education-EasyPost integriert und erneut als Continental Team lizenziert.

## Saison 2025
Mannschaft
| Teamkader 2025                   | Teamkader 2025   | Teamkader 2025         | Teamkader 2025                                |
| Name                             | Geburtsdatum     | Land                   | Vorheriges Team                               |
| -------------------------------- | ---------------- | ---------------------- | --------------------------------------------- |
| Miguel Ángel Marín               | 24. Februar 2006 | Kolumbien              |                                               |
| Kellen Caldwell                  | 16. August 2003  | Vereinigte Staaten     | Team California (2024)                        |
| Magnus Carstensen                | 1. Januar 2006   | Königreich Dänemark    | Team Mascot Workwear (2024)                   |
| Joshua Golliker                  | 23. März 2004    | Vereinigtes Königreich | Équipe continentale Groupama-FDJ (2024)       |
| Gavin Hlady                      | 1. Februar 2003  | Vereinigte Staaten     |                                               |
| Noah Hobbs                       | 23. Juli 2004    | Vereinigtes Königreich | Équipe continentale Groupama-FDJ (2024)       |
| Linus Larsson                    | 21. Juli 2006    | Schweden               | Willebrord Wil Vooruit (2024)                 |
| Ian Lopez de San Roman           | 28. Oktober 2003 | Vereinigte Staaten     | Rio Grande Elite Cycling (2022)               |
| Colby Simmons (1. Jan.–30. Mär.) | 16. Oktober 2003 | Vereinigte Staaten     | Team Visma \| Lease a Bike Development (2024) |
| Noah Streif                      | 7. April 2006    | Vereinigte Staaten     | EF Education-ONTO (2024)                      |
| Jenthe Verstraete                | 4. Februar 2006  | Belgien                | Crabbé-Dstny Juniors (2024)                   |
|                                  |                  |                        |                                               |
| Quelle: ProCyclingStats          |                  |                        |                                               |

Erfolge
| Siege | Siege  | Siege | Siege  | Siege  | Siege |
| Datum | Rennen | Staat | Klasse | Sieger |       |
| ----- | ------ | ----- | ------ | ------ | ----- |

## Erfolge pro Saison
| Rennserie                 | 2017 | 2018 | 2019 | 2020 | 2021 | 2022 | 2023 | 2024 |
| ------------------------- | ---- | ---- | ---- | ---- | ---- | ---- | ---- | ---- |
| UCI ProSeries             | -    | -    | -    | -    | -    | -    | -    | -    |
| UCI Continental Circuits  | -    | 1    | -    | -    | 2    | -    | -    | -    |
| nationale Meisterschaften | -    | 3    | 2    | -    | 1    | -    | -    | 1    |

## Platzierungen in der Weltrangliste
| World Ranking | World Ranking | World Ranking                     | World Ranking |
| Jahr          | Teamwertung   | Einzelwertung                     |               |
| ------------- | ------------- | --------------------------------- | ------------- |
| 2017          | —             | Jack Burke (872. )                |               |
| 2018          | —             | Luis Villalobos (708. )           |               |
| 2019          | 139.          | Gabriel Rojas (924. )             |               |
| 2020          | 165.          | Charles-Étienne Chrétien (1443. ) |               |
| 2021          | 108.          | Sean McElroy (908. )              |               |
|               |               |                                   |               |
| Quelle: UCI   |               |                                   |               |